# Последице љубави
 „Последице љубави“ (итал. Le conseguenze dell'amore) италијански је психолошки трилер из 2004. у режији и по сценарију Паола Сорентина. У питању је прича о Титу ди Ђироламу, усмаљеном и тајанственом италијанском бизнисмену који већ годинама живи у луксузном Швајцарском хотелу. Тематски је близак Сорентиновом првенцу јер је и овде у питању прича о веома успешном човеку, чији је живот уништен једним погрешним кораком. „Последице љубави“ су упечатљиве по врло стилизованој филмској фотографији и вештој режији. Једна од упечатљивијих сцена приказује главног јунака како убризгава себи хероин, док се камера окреће за 180 степени, пратећи Титову главу како пада у екстазу.
Премијерно је приказан на Канском фестивалу. Ово је први Сорентинов филм који је привукао похвале интернационалних филмских критичара. Освојио је пет Давид ди Донатело награда укључујући и награде за најбољи филм, најбољег главног глумца и најбољег режисера.

## Улоге
| Глумац          | Улога            |
| --------------- | ---------------- |
| Тони Сервило    | Тита ди Ђироламо |
| Адриано Ђанини  | Софија           |
| Оливија Мањани  | Валерио          |
| Антонио Балерио | Директор банке   |
| Нино Д'Агата    | Мафијаш          |